# Demonstrație matematică
În matematică, o demonstrație este un raționament prin care, pornind de la anumite propoziții fundamentale considerate ca adevărate (axiome sau oricare altă ipoteză precum o teoremă demonstrată anterior), se ajunge la anumite propoziții matematice care sunt în mod necesar adevărate. Este un aspect esențial în activitatea matematică.

## Istorie
Dezvoltarea demonstrației matematice este în principal produsul activității unor gânditori din Grecia Antică și unul dintre marile sale succese. Thales a demonstrat câteva teoreme din geometrie. Eudoxus din Knidos (408-355) și Teetet au formulat teoreme fără a le demonstra. Aristotel preciza că definițiile trebuie să descrie conceptul definit în termenii altor concepte deja cunoscute. Demonstrațiile matematice au cunoscut o revoluție prin Euclid, care a introdus metoda axiomelor utilizată până azi, începând cu termeni pe care nu i-a definit și cu axiome – propoziții privind acești termeni de bază nedefiniți considerate ca fiind adevărate prin evidență și simț comun – și le-a folosit pentru a demonstra teoreme folosind logica deductivă. Cartea sa, Elementele, a exercitat o influență deosebită fiind citită de către orice persoană care se considera educată în Occident până la jumătatea secolului al XX-lea. Suplimentar binecunoscutelor teoreme ale geometriei, precum teorema lui Pitagora, Elementele conține o demonstrație că rădăcina pătrată a lui 2 este un număr irațional și că există o infinitate de numere prime.
Alte progrese au avut loc în lumea islamică medievală. În timp ce demonstrațiile grecilor erau destul de apropiate de geometrie, dezvoltarea aritmeticii și algebrei de către matematicienii arabi au permis demonstrații mai generale, nelegate de geometrie.

## Metode de demonstrație
Există demonstrații directe și indirecte (prin reducere la absurd).

## Concepte relaționate
O demonstrație are drept obiectiv stabilirea adevărului unor propoziții despre proprietăți sau relații.